# Église Saint-Pantaléon de Troyes
L'église Saint-Pantaléon  est une église catholique située à Troyes, en France.

## Localisation
L'église est située dans la commune de Troyes entre la cathédrale et la gare ; elle est bordée par les rue Turenne, rue de Vauluisant, rue du marché aux Noix et la rue de la Synagogue.

## Historique
L'église était une succursale de la paroisse de Saint-Jean et était alors à la collation de l'abbesse de Notre-Dame-aux-Nonnains. Elle fut érigée en paroisse par l'évêque le 7 décembre 1715
C'est un édifice religieux de la ville qui est mentionné dès 1189, en même temps que l'église Saint-Nicolas. Il est majoritairement du XVIe siècle et du suivant ; le portail est lui du XVIIIe siècle. Il avait été décidé dès 1516 la reconstruction de l'église et la démolition de l'ancien édifice débuta en 1523. Le grand incendie de 1524 ravagea l'édifice et en hâta la restructuration qui dura jusqu'en 1536 et un toit fut posé lorsque la hauteur des collatéraux fut atteinte. La façade est remaniée en 1645. Les travaux ne reprenant qu'en 1660 pour le rehaussement qui commença par le chœur et finit en 1675 par les toits. Le portait dorique est bâti de 1735 à 1745. L'édifice est classé au titre des monuments historiques en 1862.
Bâtie sur un plan rectangulaire, elle est de 37,6 m de longueur pour une largeur de 18,9 m, la voûte est à 28 m de hauteur.

### Chapelle Saint-Jacques

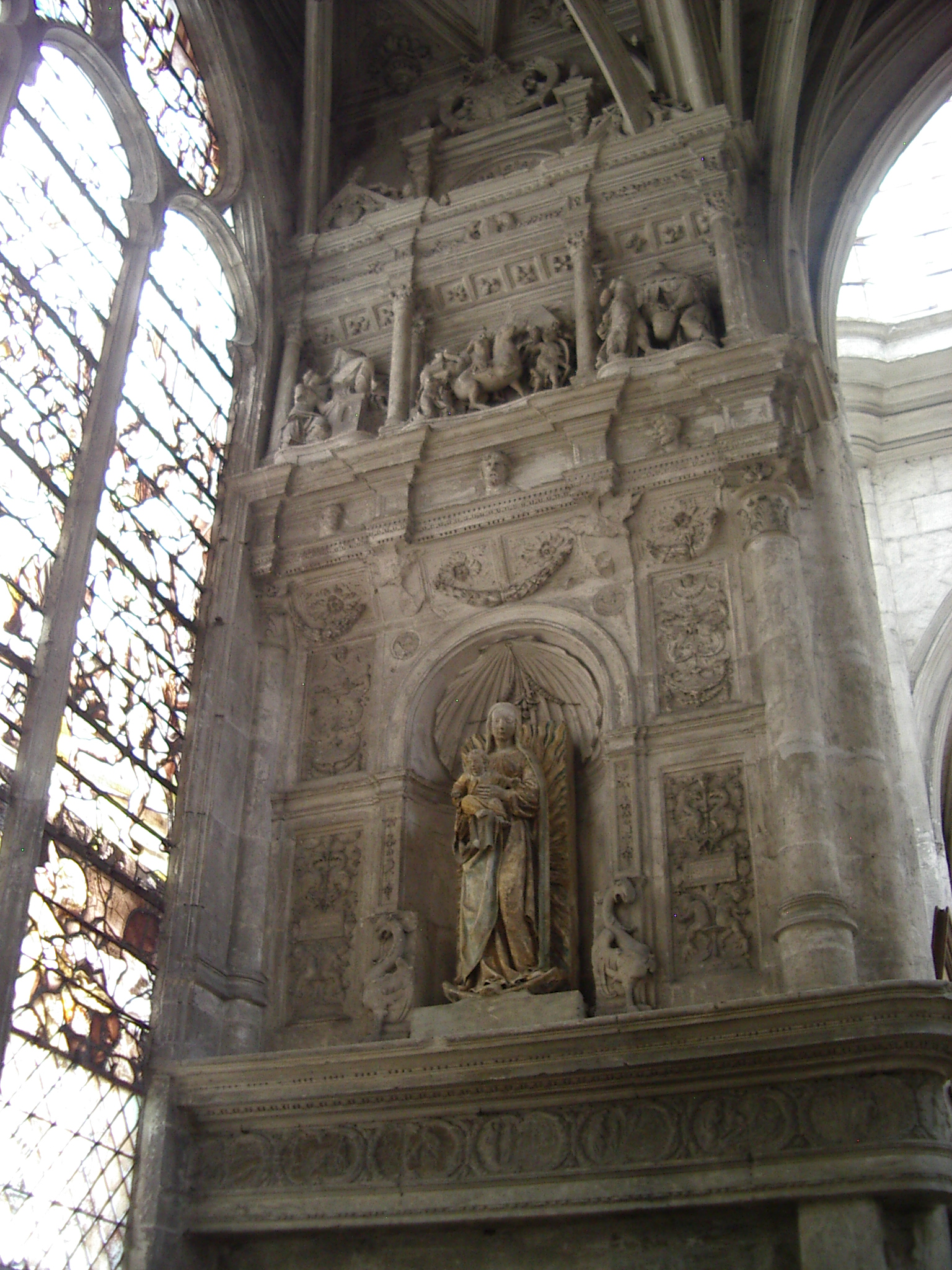
Le retable de la chapelle.

Cette chapelle fut rebâtie en 1538 pour Nicole le Tartier, veuve de Jacques Dorigny, maire de la ville. Leurs armoiries se retrouvent sur les vitraux et au-dessus de retable. Il est classé au titre du monument depuis 1862.

#### Description du retable
- partie supérieure : sur la partie senestre, est figurée Esther se prosternant aux pieds d'Assuérus, assis sur son trône, pour lui demander la délivrance du peuple juif. Au centre se trouve Le triomphe de Mardochée, l'oncle d'Esther ; celle-ci est agenouillée sur le passage du roi monté sur un cheval de bataille, et accompagné des seigneurs de sa cour. Aman tient les rênes de sa monture, d'autres portent l'étendard royal. Derrière lui, une suite de chameaux portent les trésors donnés par le roi Mardochée. À dextre se trouve Judith, qui sort de sa tente et qui porte la tête d'Holopherne dans une corbeille que lui présente sa suivante.
- partie inférieure : la niche, qui accueillait saint Jacques, accueille aujourd'hui une statue de Marie portant Jésus.

Des grisailles donnent une belle lumière sur la chapelle.

### Arrestation deCrépin et Crépinien
Surement une commande de la corporation des cordonniers, cette statuaire se trouvait avant en la chapelle des cordeliers. Œuvre majeure de la statuaire champenoise de la seconde moitié du XVIe siècle, elle est d'une grande finesse et a une polychromie ancienne mais qui n'est pas d'origine. Elle est classée.

### Quelques peintures

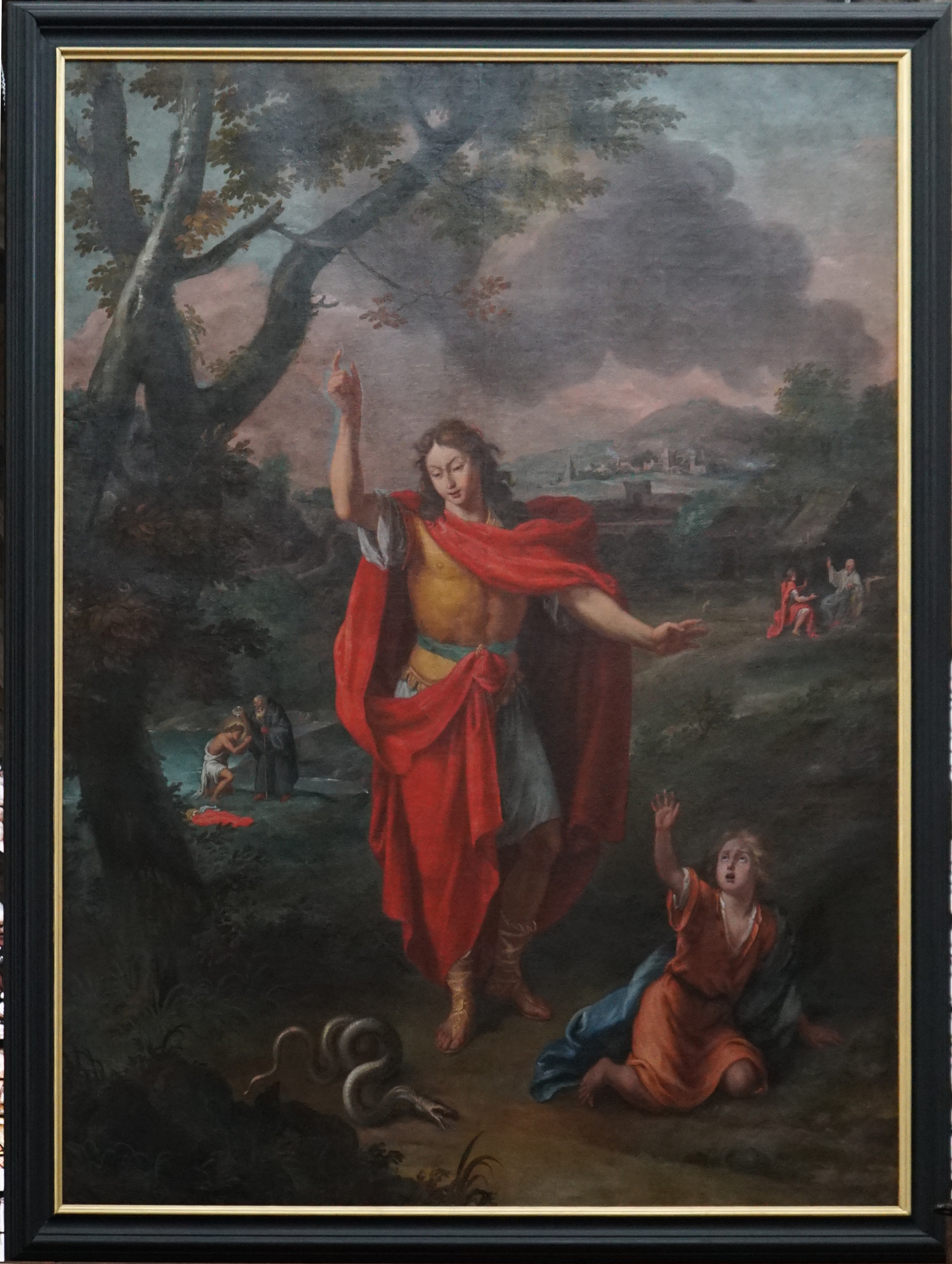
Saint Pantaleon guérit un enfant de la morsure du serpent.
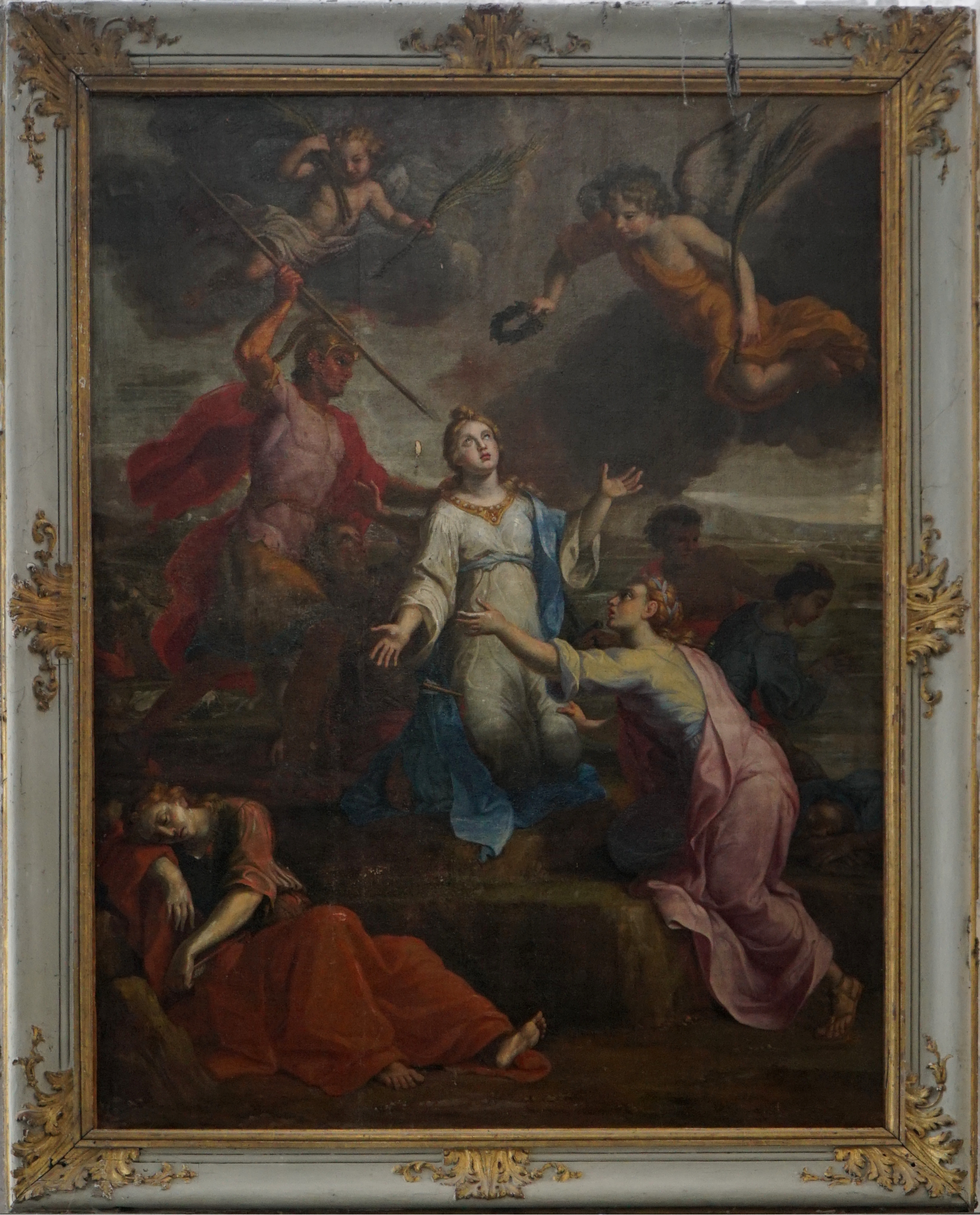
Martyre d'Ursule[6].
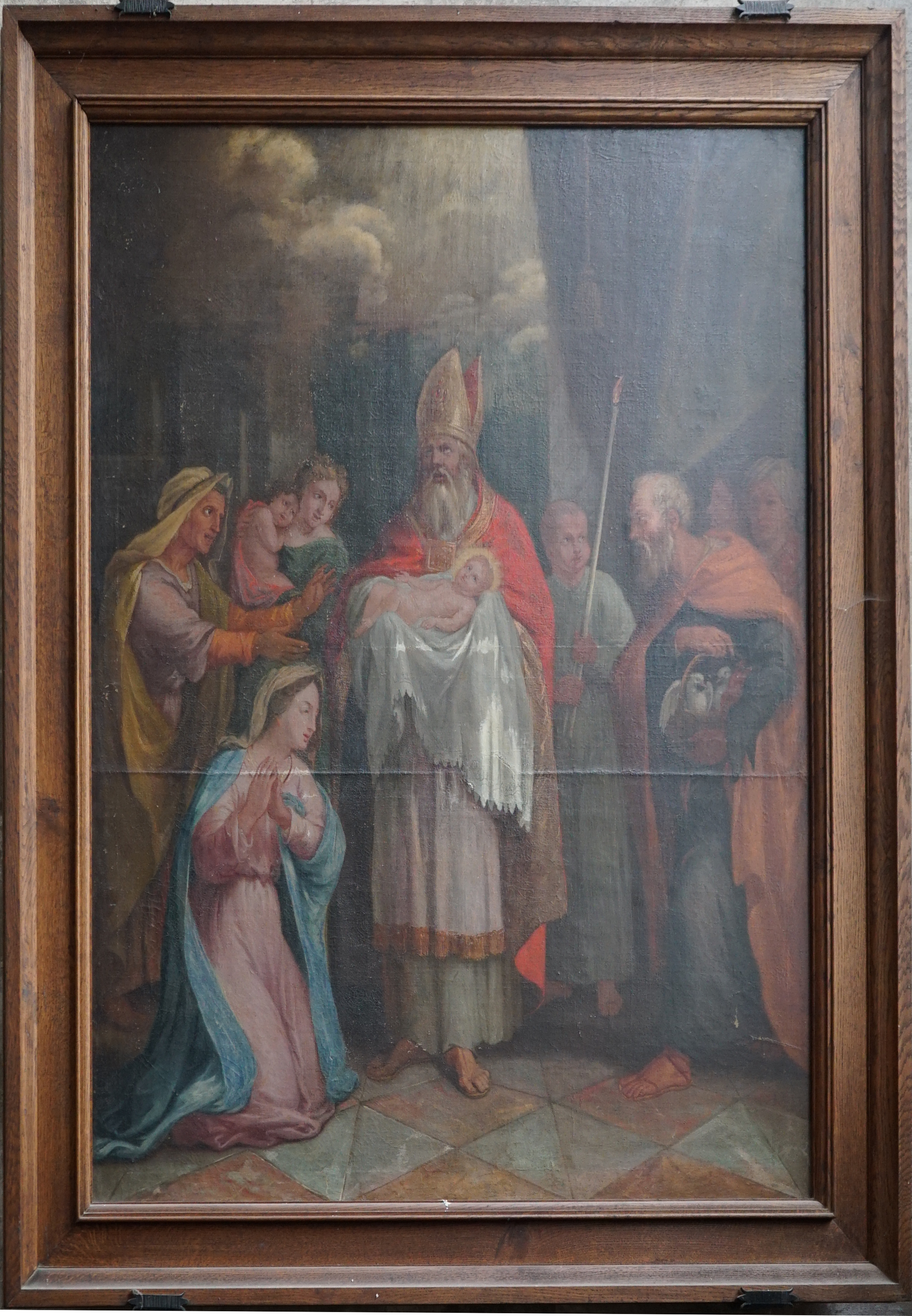
Présentation au temple
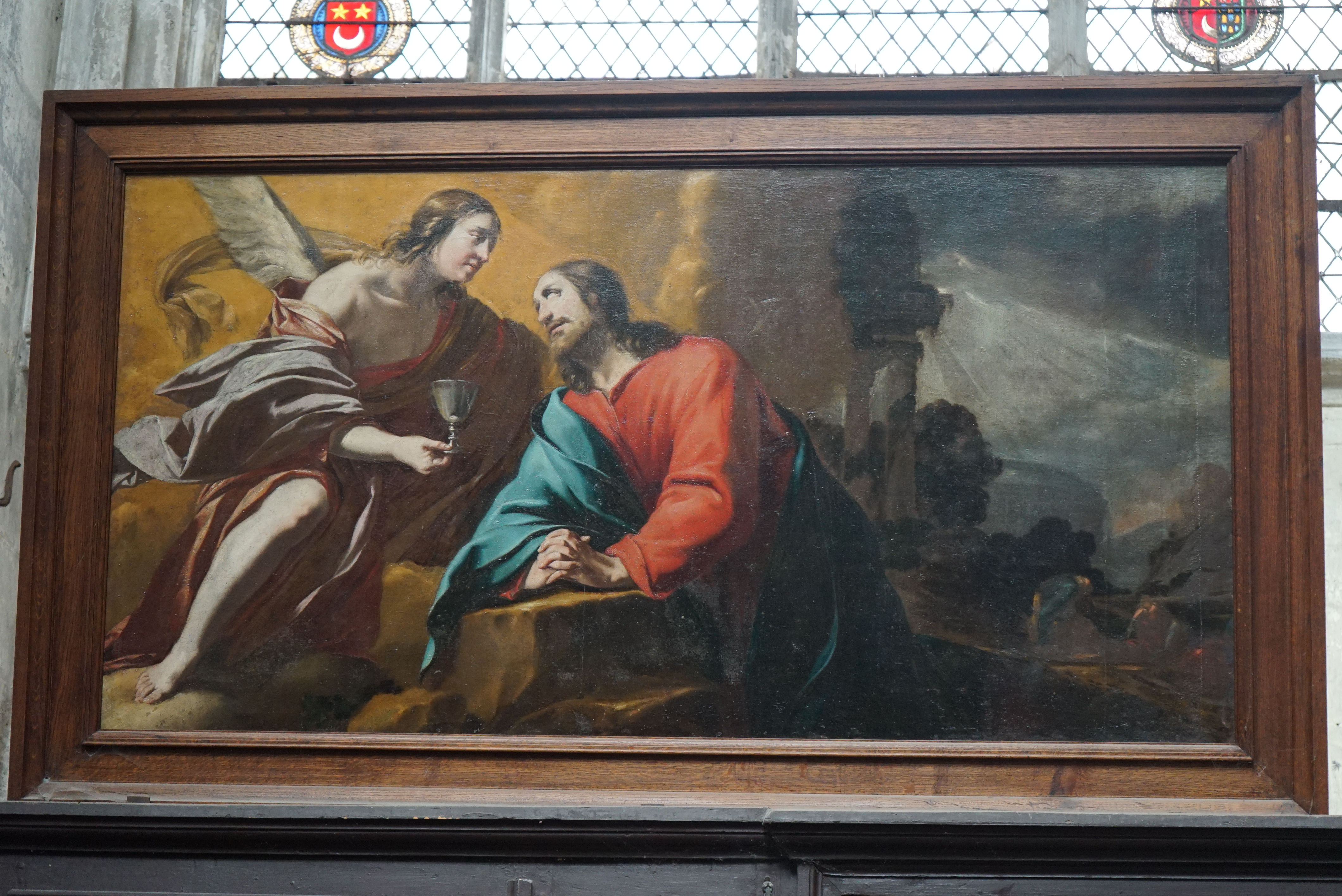
Par Jacques de Létin Jésus au jardin des oliviers[8].

### Quelques statues

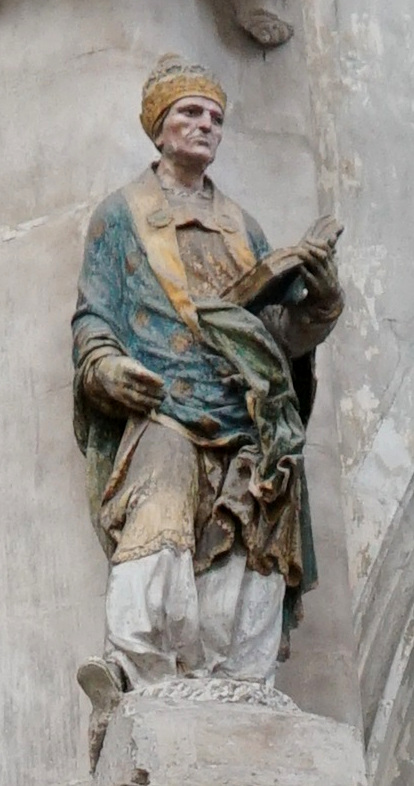
Saint Grégoire le grand[8] en calcaire polychrome.
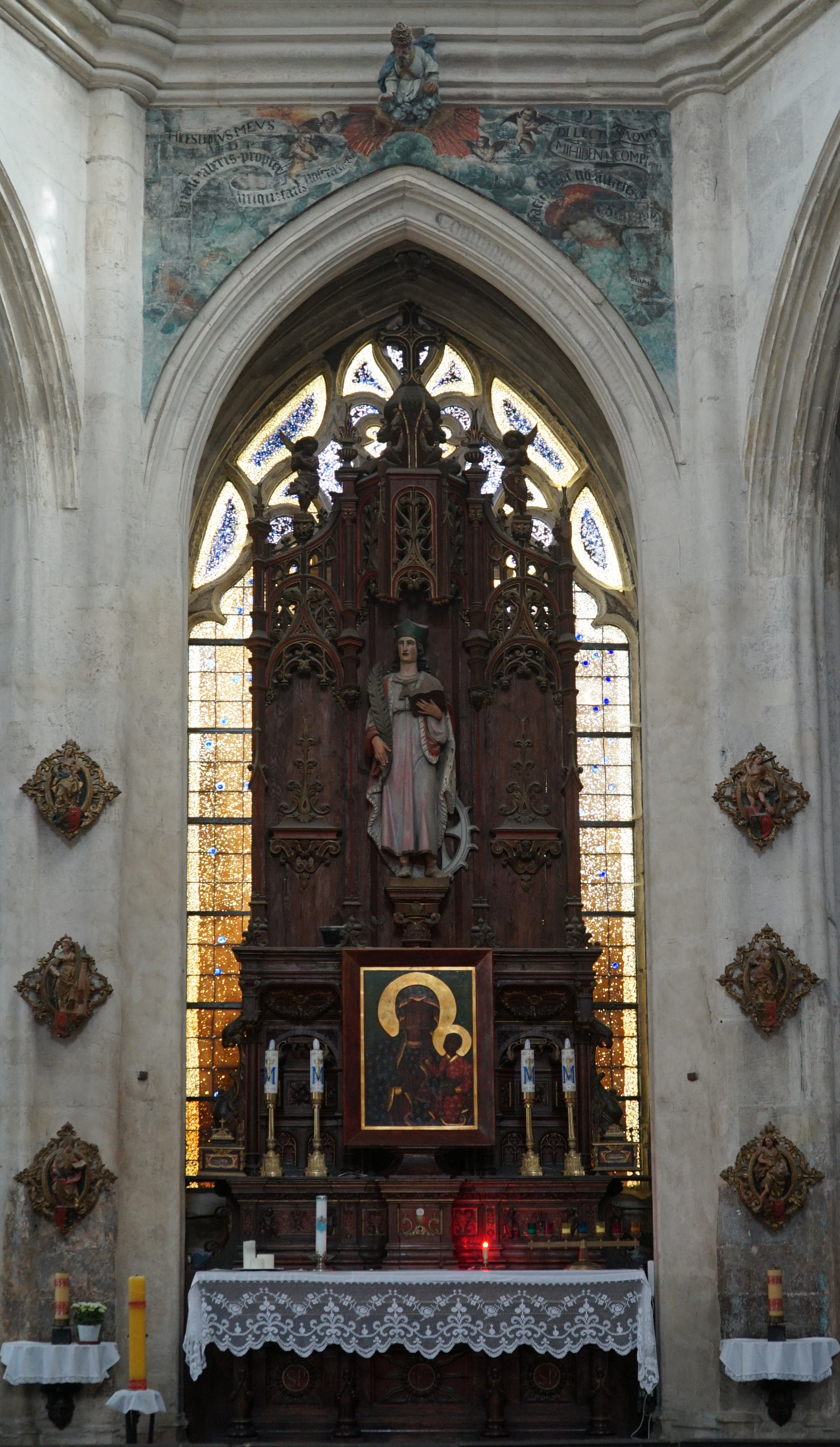
Autel principal avec la statue de saint Pantaléon.
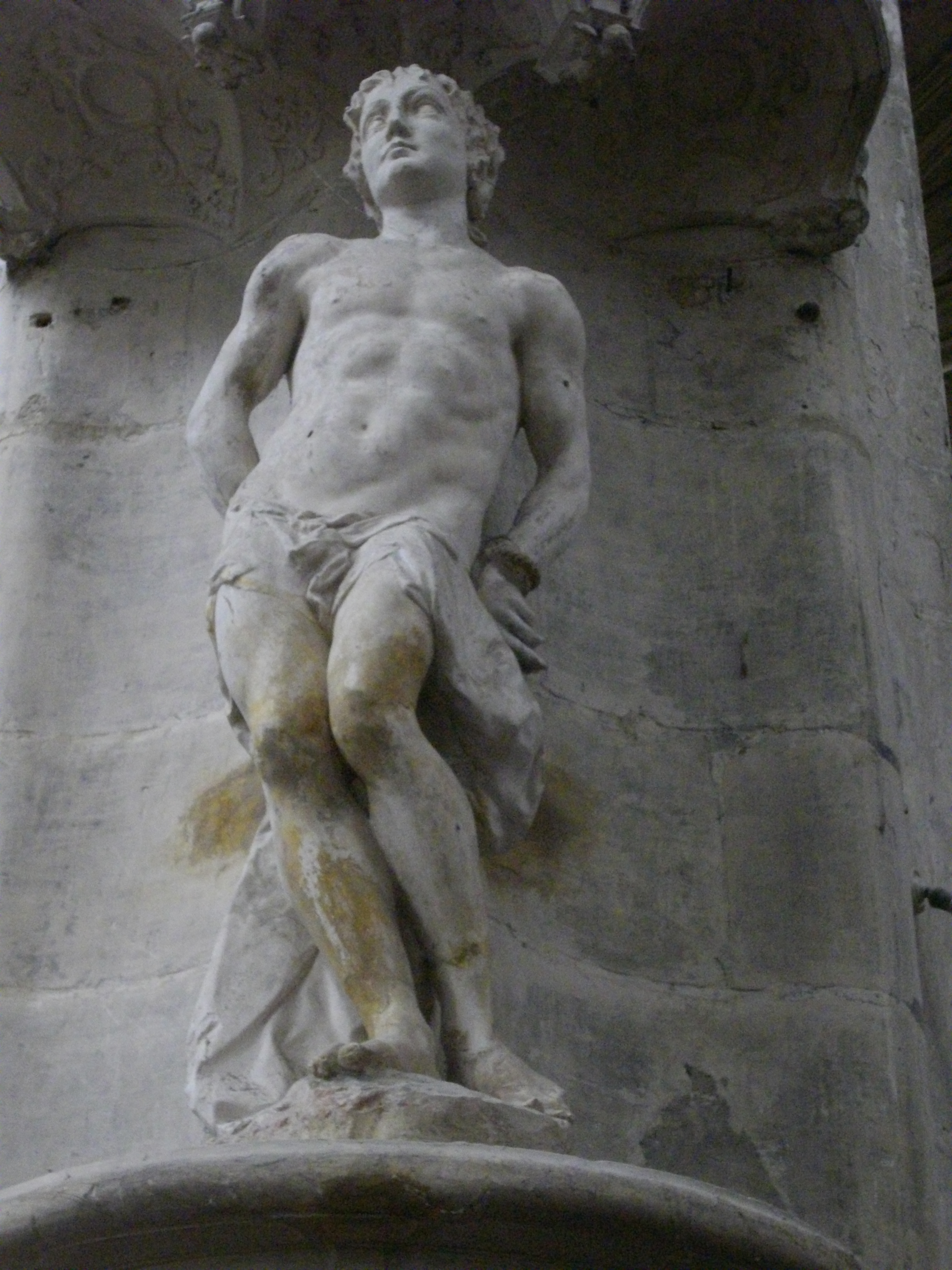
Saint Sébastien[9].
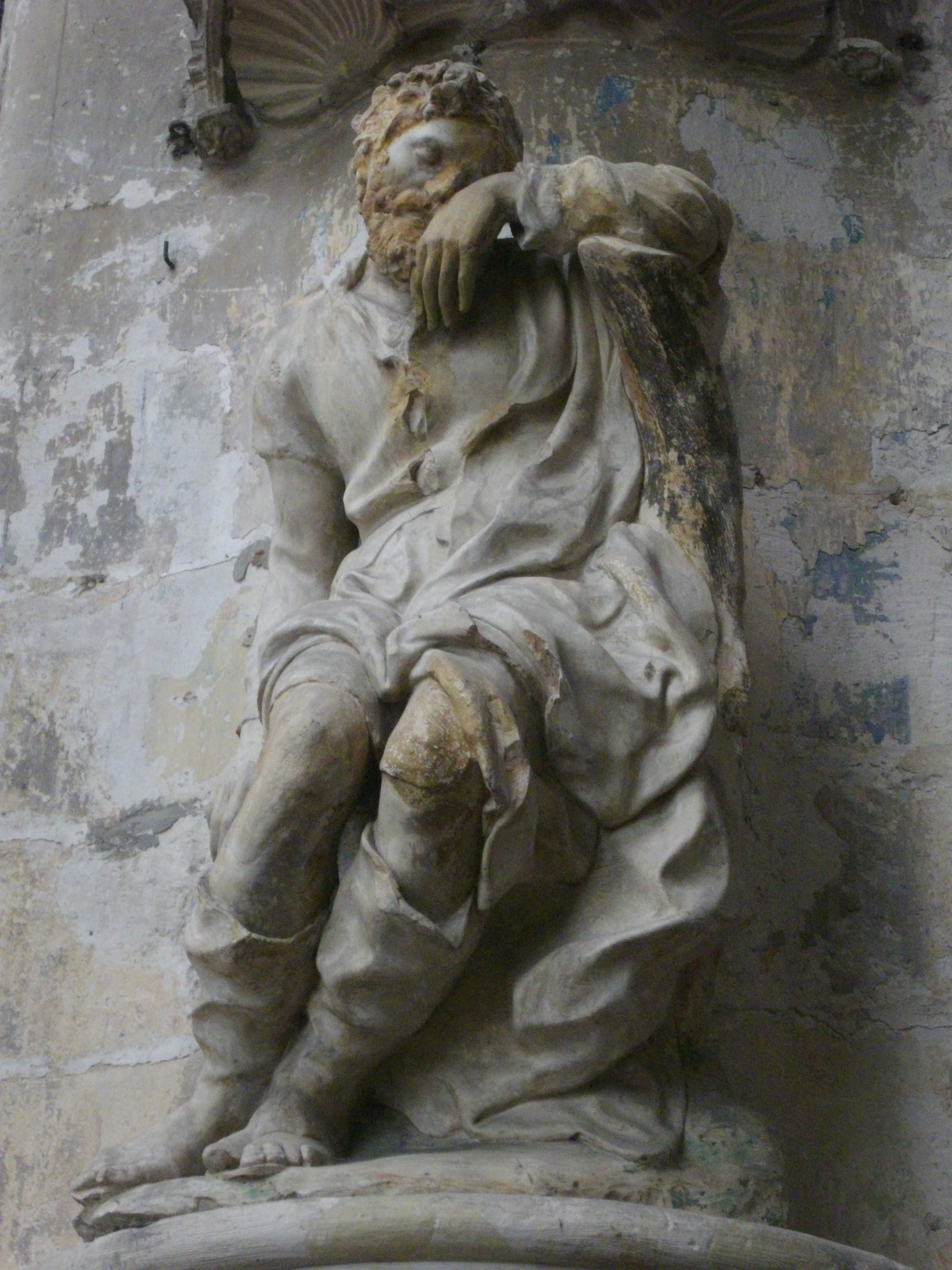
Joseph endormi[10].

## Architecture

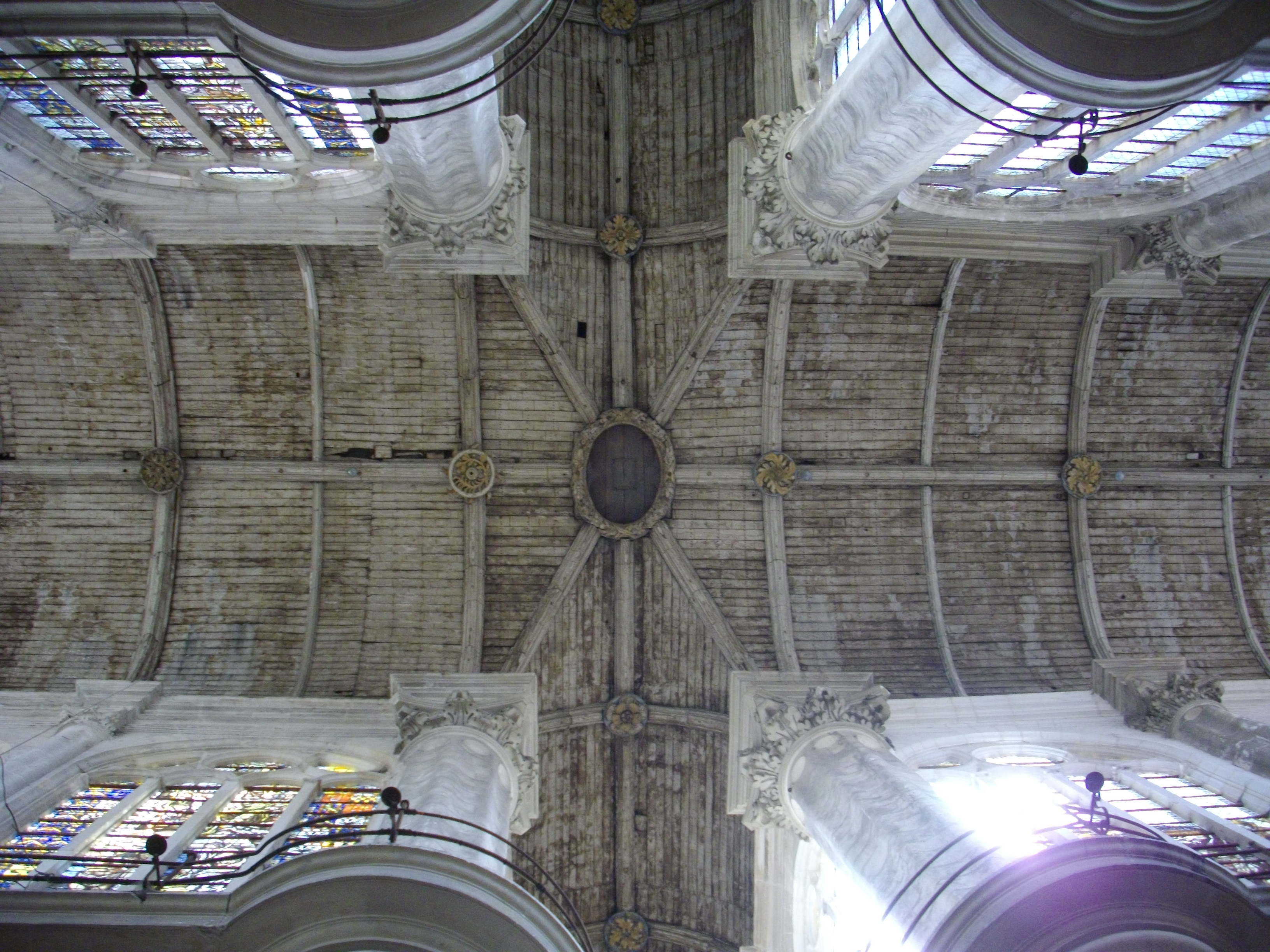
Voûte de l'église, au centre.
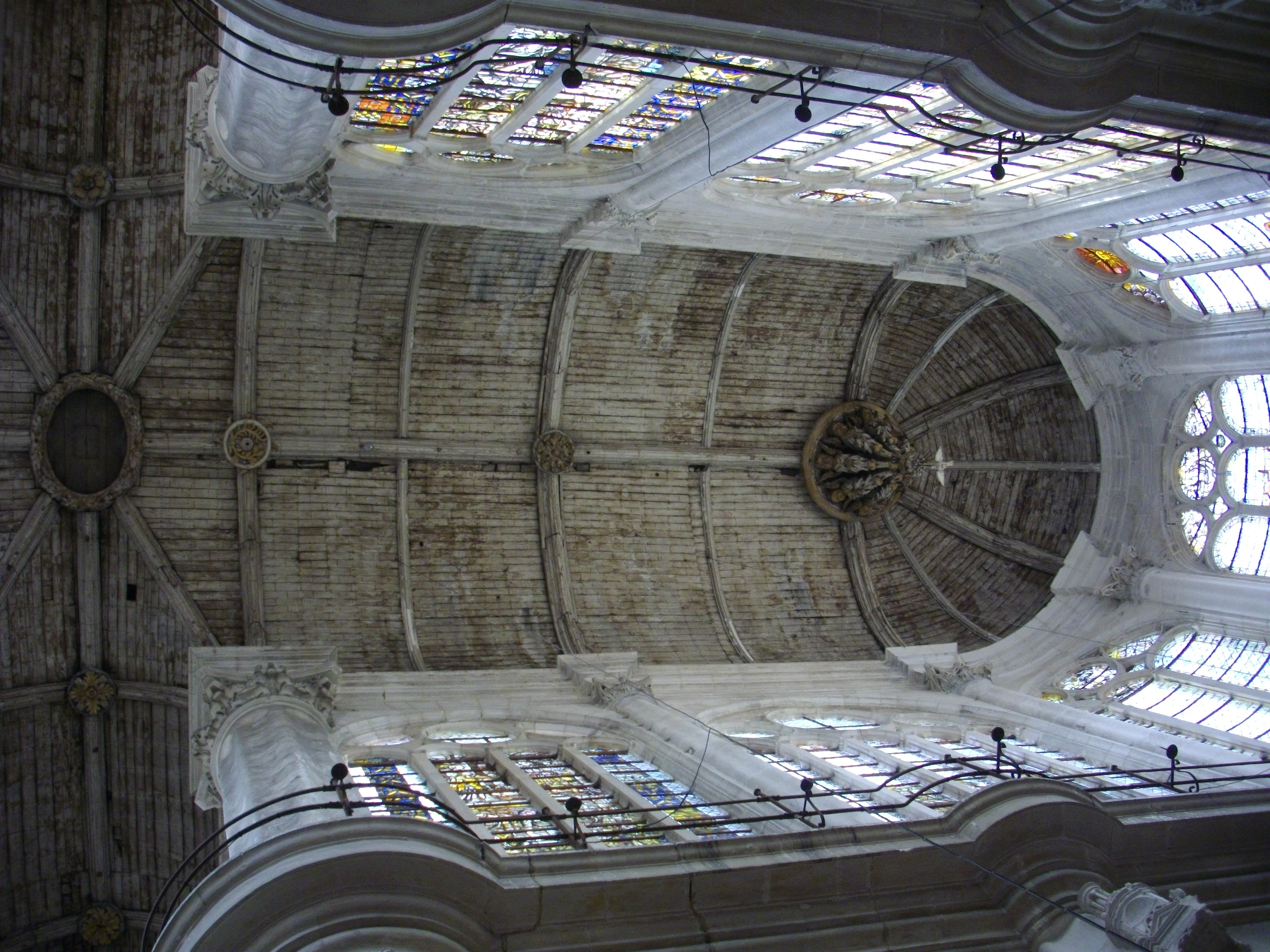
Voûte de l'église.

L'église alors en pans de bois fut bâtie en pierres au XVIe siècle par Jean Bailly. Alors qu'elle était presque achevée, en 1524 un immense incendie ravage l'église et plusieurs quartiers de la ville. En 1527 la reconstruction commençait surement sous la direction de Maurice Favereau. En 1531-33 la partie nord se monte sous la direction d'Antoine Dumay.

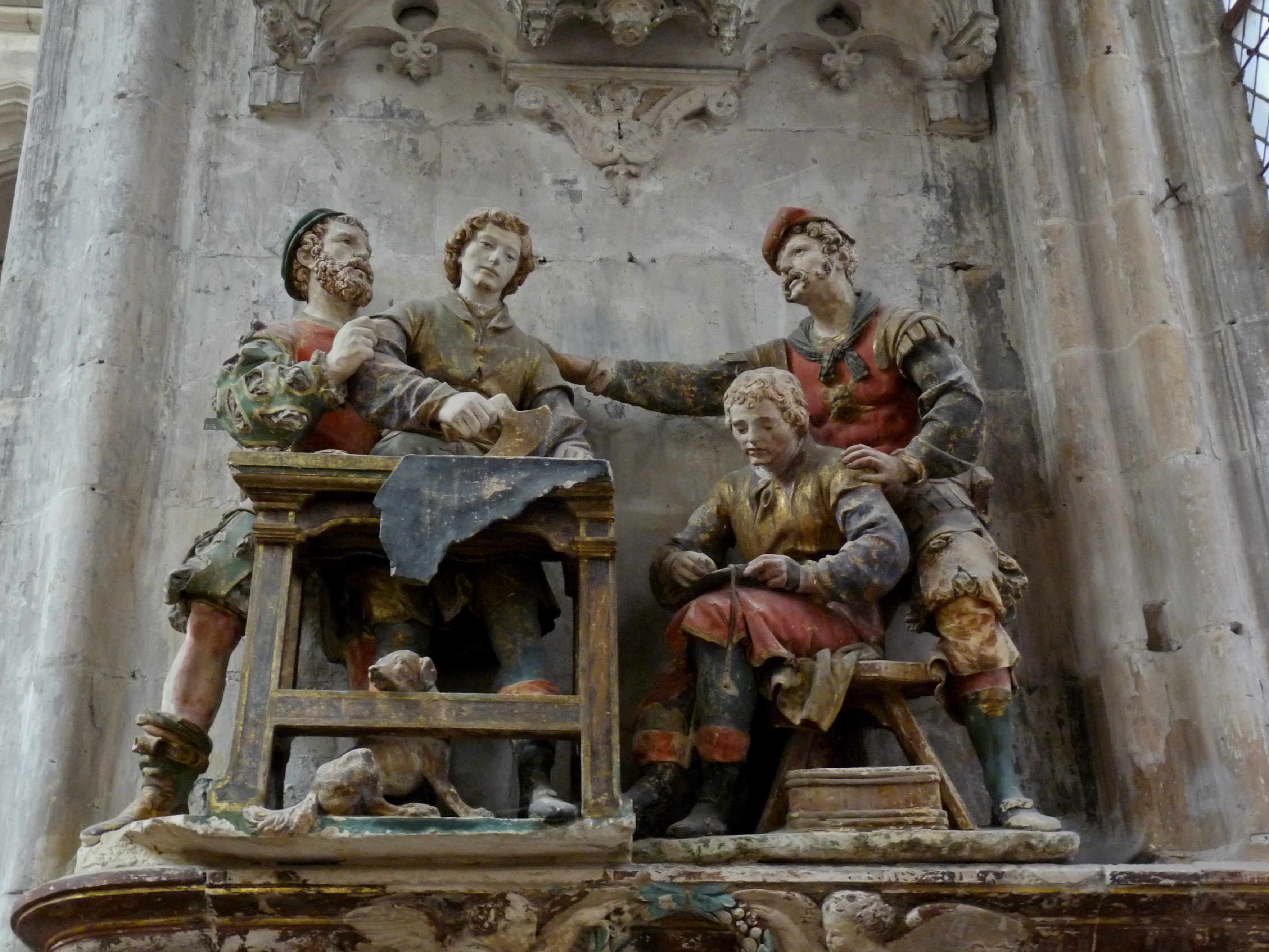
L'arrestation.

### Liens
- sur le site touristique de Troyes.